# Karl Wilhelm Fricke
Karl Wilhelm Fricke, né le 3 septembre 1929 à Hoym dans l'arrondissement du Salzland, est un journaliste et écrivain  allemand. Il est l'auteur de plusieurs ouvrages de référence sur la résistance et la répression d'État en République démocratique allemande. Il est l'une des centaines de personnes victimes d'enlèvement par le ministère de la Sécurité d'État (MfS) de la RDA. Il a été rédacteur spécialisé dans les affaires est-ouest à la radio publique allemande Deutschlandfunk et a marqué de son empreinte l'émission politique Hintergrund (Arrière-plan).

## Biographie

### Enfance et jeunesse
Il a seize ans quand, en juin 1946, les services soviétiques arrêtent son père, Karl Oskar Fricke. Celui-ci, enseignant, journaliste et photographe, a été responsable de la presse et de la propagande de la section locale du NSDAP dans la ville de Hoym. Il a également été membre du Nationalsozialistischer Lehrerbund (Union des enseignants nationale-socialiste) pour lequel il a rédigé des articles de journal. Son arrestation a lieu en zone soviétique, le territoire de la future RDA. En 1950, il est condamné dans le cadre du procès de Waldheim à 12 ans de travaux forcés (Zuchthaus) et meurt en 1952 lors d'une épidémie de dysenterie et de grippe.
Karl Wilhelm Fricke est marqué par cet événement. Il refuse d'entrer dans le mouvement de jeunesse officielle Jeunesse libre allemande et ne peut pour cette raison poursuivre des études après son abitur. Il travaille quelque temps comme assistant de russe à l'école où enseignait son père. Dénoncé par une collègue qui rapporte qu'il aurait tenu des propos critiques envers le parti socialiste unifié d'Allemagne, il est mis en détention politique (de). Il parvient cependant à s'enfuir et passe la frontière intérieure allemande pour s'installer à l'ouest. Il étudie jusqu'en 1953 à l'École supérieure de politique et d'économie de Wilhelmshaven et à l'université libre de Berlin où il suit des cours de science politique. Il commence alors sa carrière de journaliste : ses articles de presse et ses émissions radiophoniques traitent des informations provenant de mouvements d'opposition au SED comme le KgU et le comité de juristes indépendants UFJ, tous deux basés à Berlin-ouest, et concernent essentiellement le sort des opposants poursuivis par le pouvoir judiciaire en RDA. Le ministère est-allemand de la Sécurité d'État suit avec attention les publications de Fricke et les classe comme extrêmement nuisibles à la RDA.

### Enlèvement
Lors de ses investigations, Karl Wilhelm Fricke rencontre un certain Kurt Maurer qui se dit journaliste, autrefois arrêté par la Gestapo et déporté en camp de concentration pour ses opinions communistes, puis interné dans un camp de prisonniers soviétique après la guerre. Fricke s'intéresse à son parcours et entretient des contacts informels avec cet homme qui se dit spécialiste et critique du régime est-allemand. Le 1er avril 1955, Maurer et sa femme invitent Fricke dans un appartement de Berlin-Schöneberg qui se trouve dans la partie ouest de Berlin, et qu'ils disent être le leur, mais qui est en fait loué par la Stasi. L'épouse de Maurer offre un verre d'apéritif à Fricke. Celui-ci, se sentant mal, veut appeler un taxi mais perd connaissance et est emmené en secret à Berlin-est.
Il s'avère que Kurt Maurer n'a pas menti à Fricke sur son passé mais seulement sur son nom : il s'appelle Kurt Rittwagen et est « collaborateur informel » (IM) de la Stasi sous le nom de code « Fritz ». Fricke lui-même, alors âgé de 25 ans, est désigné par la Stasi sous le nom de code « Étudiant ».

Trois jours avant l'enlèvement, un officier de la Stasi, le « capitaine Buchholz », a rédigé une note d'évaluation décisive : 

« Objet : Fricke. L'activité hostile de Fricke consiste à obtenir par des contacts en RDA des dossiers et des documents concernant des cadres dirigeants du Parti, de l'appareil productif et de l'administration. [...] De plus, Fricke écrit pour la presse ouest-allemande. Son arrestation doit permettre de connaître les méthodes par lesquelles nos ennemis ont en partie réussi à entrer en possession de ces éléments. »

### Procès
S'ensuivent pour Fricke des interrogatoires quinze mois durant à la prison de Berlin-Hohenschönhausen. Il est la plupart du temps dans une cellule pour une personne dans les sous-sols du bâtiment, sans lumière du jour. La cour suprême de la RDA le condamne finalement lors d'un procès tenu secret en juillet 1956 à 15 années de travaux forcés ramenés ensuite à quatre années, pour « incitation à la guerre et au boycott », peine qu'il purge à l'isolement d'abord à la prison de Brandebourg puis à la maison d'arrêt de Bautzen II (de).

### Carrière journalistique
Après sa remise en liberté en 1959, Fricke part pour Hambourg et reprend son activité de journaliste et de chercheur indépendant. Il part pour Cologne en 1970 où il est jusqu'en 1994 rédacteur en chef à la Deutschlandfunk. Le ministère de la Sécurité d'État continue à le surveiller. Une note interne de 1985 indique : 

« À la Deutschlandfunk, Fricke dirige la « rédaction Est-ouest ». Dans ses comptes rendus et ses commentaires, il diffame et déforme la situation politique en RDA — la direction du Parti et de l'État, la justice et le pouvoir exécutif. Ses livres sur le ministère de la Sécurité d'État ont pour objectif de jeter le discrédit sur les organes de sécurité socialistes de la RDA. »

Les livres de Fricke sont considérés comme des ouvrages de référence sur la résistance et l'opposition en RDA, sur la justice pénale et la sécurité d'État,. Le chercheur Johannes Kuppe, élève du politologue Peter Christian Ludz (1931-1979) et collègue de Karl Wilhelm Fricke à la radio, le qualifie de « pape de la résistance et de l'opposition à l'oppression. Fricke a assuré seul la couverture du sujet de la répression en RDA. Ce qu'il fallait dire, Fricke l'a publié. »
Dans les années 1990, il participe en tant qu'expert à deux commissions d'enquête parlementaire du Bundestag : l'une concerne la « Réappréciation de l'histoire et des conséquences de la dictature du SED en Allemagne », l'autre la façon de « Surmonter les conséquences de la dictature du SED dans le processus de l'unité allemande ». Il est plusieurs années à la tête du comité consultatif de la Fondation du Mémorial Berlin-Hohenschönhausen et de celui de la Fondation fédérale de Réappréciation de la dictature du SED.

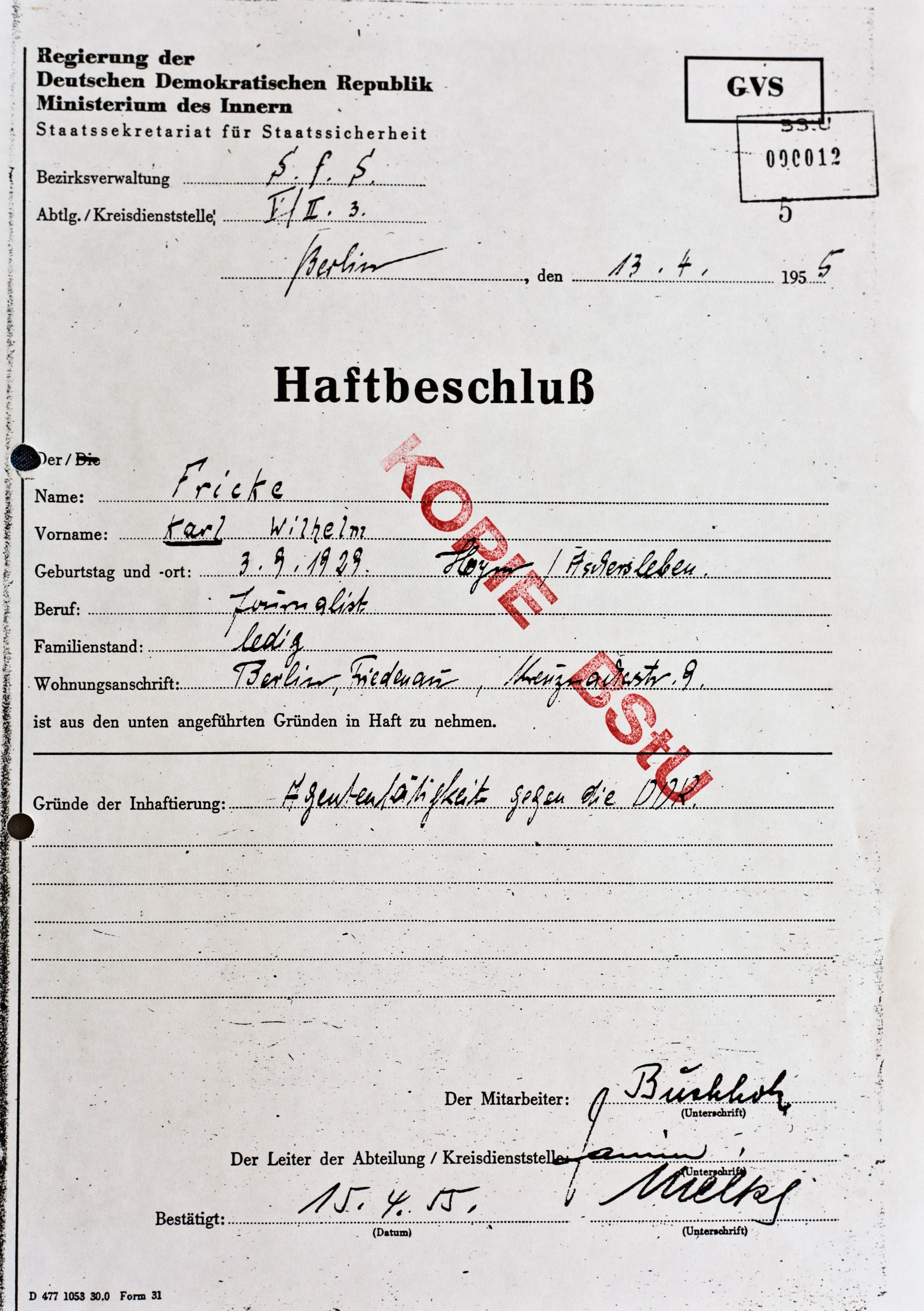
Ordre d'incarcération de Fricke, 1955, signé par Erich Mielke.
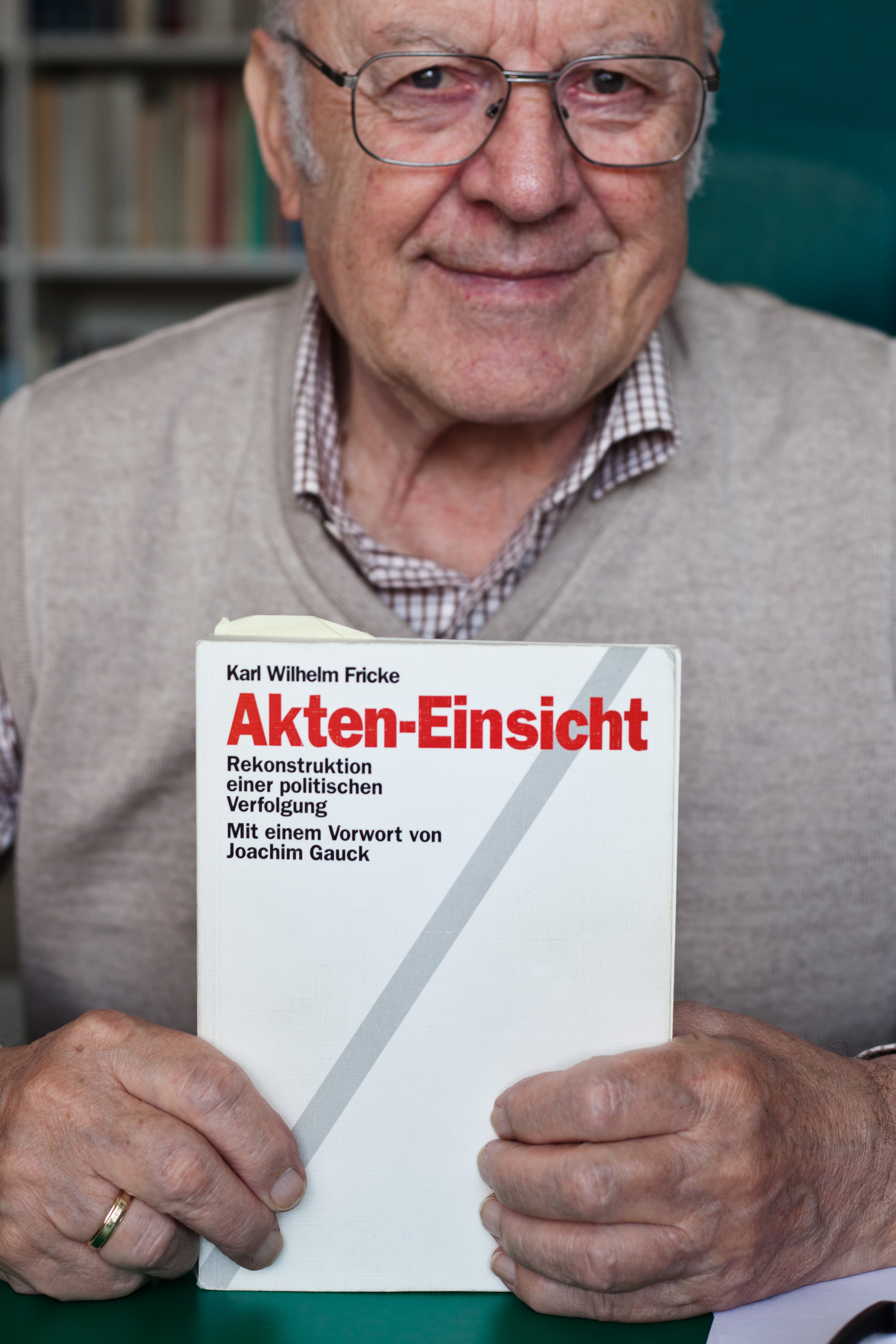
Fricke et son livre Akten-Einsicht en 2011.

## Distinctions
L'université libre de Berlin lui a décerné le titre de docteur honoris causa pour ses contributions à l'histoire de la résistance en RDA. En 2001, il reçoit l'Ordre du Mérite de la République fédérale d'Allemagne de 1re classe, et en 2010 le prix du Mémorial Berlin-Hohenschönhausen.

## Œuvres choisies
(de)
- Geschichtsrevisionismus aus MfS-Perspektive
- Die nationale Dimension des 17. Juni 1953, Bonn 2003.
- avec Roger Engelmann: Der „Tag X“ und die Staatssicherheit: 17. Juni 1953. Reaktionen und Konsequenzen im DDR-Machtapparat, Brême 2003.
- avec Peter Steinbach et Johannes Tuchel : Opposition und Widerstand in der DDR, Munich 2002.
- avec Silke Klewin : Bautzen II, Leipzig 2001.
- avec Ilko-Sascha Kowalczuk : Der Wahrheit verpflichtet – Texte aus fünf Jahrzehnten zur Geschichte der DDR,Berlin 2000.
- avec Roger Engelmann : Konzentrierte Schläge, Berlin 1998.
- Akten-Einsicht. Rekonstruktion einer politischen Verfolgung, Berlin 1996.
- Die DDR-Staatssicherheit. Entwicklung, Strukturen, Aktionsfelder, Cologne 1989.
- Opposition und Widerstand in der DDR. Ein politischer Report, Cologne 1984.
- avec Gerhard Finn : Politischer Strafvollzug, Cologne 1981.
- Politik und Justiz in der DDR. Zur Geschichte der politischen Verfolgung 1945–1968, Cologne 1979.
- Warten auf Gerechtigkeit. Kommunistische Säuberungen und Rehabilitierungen, Cologne 1971.

## Source de la traduction
- (de) Cet article est partiellement ou en totalité issu de l’article de Wikipédia en allemand intitulé « Karl Wilhelm Fricke » (voir la liste des auteurs).